# Bajnokszív
A Bajnokszív (eredeti cím: Heart of Champions) 2021-ben bemutatott amerikai filmdráma, amelynek rendezője Michael Mailer, forgatókönyvírója Vojin Gjaja. A főbb szerepekben Michael Shannon, Alexander Ludwig, Charles Melton, David James Elliott és Ash Santos látható.
A filmet 2021. október 29-én mutatta be a Vertical Entertainment.

## Rövid történet
Néhány barát élete gyökeresen megváltozik, amikor egy háborús veterán veszi át a diszfunkcionális evezőcsapatuk irányítását.

## Szereplők
| Szerep         | Színész             | Magyar hang     |
| -------------- | ------------------- | --------------- |
| Jack Murphy    | Michael Shannon     | Nagypál Gábor   |
| Alex Singleton | Alexander Ludwig    | Ember Márk      |
| Chris          | Charles Melton      | Baráth István   |
| Mr. Singleton  | David James Elliott | Lux Ádám        |
| Nisha          | Ash Santos          | Podlovics Laura |
| John           | Alex MacNicoll      | Rada Bálint     |
| Ted            | Michael Tacconi     | Penke Bence     |
| Sara           | Lilly Krug          | Staub Viktória  |
| Jack Harris    | Lance E. Nichols    | Varga T. József |

## A film készítése
2019 májusában bejelentették, hogy Michael Shannon csatlakozott a film szereplőgárdájához. Howard Deutch rendezte a filmet Vojin Gjajaja forgatókönyvéből. Shannon producerként is közreműködött a filmben. 2019 októberében Alexander Ludwig és Charles Melton csatlakozott a stábhoz, a rendezői pozícióban pedig Michael Mailer váltotta Deutchot. 2019 novemberében David James Elliott csatlakozott a filmhez.
A forgatás 2019. november 2-án kezdődött Louisianában, és 2019. december 3-án fejeződött be. A Louisiana Állami Egyetem is szerepelt a filmben.

## Megjelenés
A film 2021. október 29-én kerül a mozikba a Vertical Entertainmenttel kötött megállapodás alapján. 2021. november 19-én a VOD-szolgáltatásokon is elérhető lett.

## Fogadtatás
A Rotten Tomatoes kritika-gyűjtő weboldalon 25%-os értékelést kapott 16 kritika alapján, az átlagos értékelése 4,50/10.